# Ignatius Jakob III.

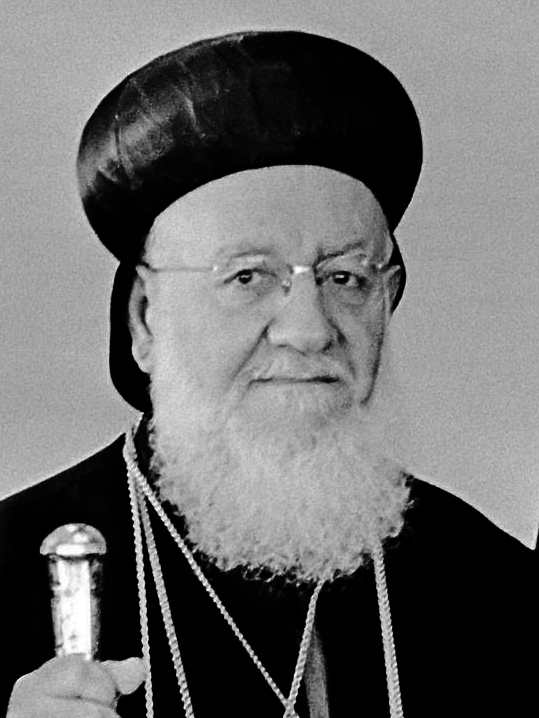
Seine Heiligkeit Moran Mor Ignatius Jakob III.

Moran Mor Ignatius Jakob III. (arabisch ماراغناطيوس يعقوب الثالث  Mar Iġnāṭiyūs Ya'qub ath-Thani; syrisch ܡܪܢ ܡܪܝ ܐܝܓܢܐܛܝܘܣ ܝܥܩܘܒ ܬܠܝܬܝܐ; geboren als Schabo ʿAbd al-Aḥad; * 12. Oktober 1913 in Bartella, Irak; † 26. Juli 1980 in Damaskus, Syrien) war der 121. Patriarch der syrisch-orthodoxen Kirche von Antiochien.

## Familie
Geboren wurde Ignatius Jakob III. von syrisch-orthodoxen Eltern (Vater: Tuma Gabriel Mari; Mutter: Schmuni Isḥaq Mtuka), die ihn auf den Namen Schabo ʿAbd al-Aḥad taufen ließen, den er später jedoch bei seiner Bischofsweihe ablegte.

## Bildung
Während seiner grundlegenden, irakischen Schulzeit besuchte er bereits die syrisch-orthodoxe Kirchenschule, um mehr über die syrische Liturgie und Katechetik zu erfahren und um sich insofern fortzubilden, dass er seinem Dienst als Messdiener nachgehen könne. Sein dortiger und damaliger Lehrer war der Pfarrer und Dichter Jakob Saka. Nachdem er die staatliche (Grund-)Schule abgeschlossen hatte, zog er mit elf Jahren in das Mor-Mattai-Kloster auf dem Berg Jabal Alfaf im Norden des Irak, um das dortige Priesterseminar zu besuchen, in dem er insgesamt acht Jahre (1923–1931) lebte, lernte und studierte. Bereits in jungen Jahren soll er großes Interesse am monastischen bzw. priesterlichen Leben gezeigt haben. In seiner späteren Zeit im Waisenhaus von Beirut lernte er Englisch und ein wenig Französisch und studierte die arabische Kultur intensiver. Als er danach in Indien im St. Ignatius Kloster im Bundesstaat Kerala lebte, lernte er zum einen Malayalam und zum anderen vom Erzbischof Mor Julius Elias Qoro den sogenannten „Beth Gazo“ sprich: die vielzähligen (rund 700) Melodien der syrisch-orthodoxen Kirche, was ihn am meisten auszeichnete und aus den anderen Patriarchen heraushob.

## Zeit als Lehrer und Professor
Nach seiner Zeit im Mor-Mattai-Kloster im Irak wurde er vom Erzbistum nach Beirut, Libanon ins syrisch-orthodoxe Waisenhaus geschickt, welches dort in Folge der Flüchtlingswelle durch den Völkermord an den syrischen Christen eingerichtet wurde. Seine Funktion dort war, die aramäische Sprache und syrische Katechetik zu unterrichten. In den 1930er-Jahren zog er außerdem nach Indien, wo er als Sekretär des apostolischen Nuntius und später als Professor am St. Ignatius Theologie Seminar in Kerala arbeitete. Nach seiner Rückkehr in den Nahen Osten im Jahre 1945, wurde er Mitglied der Fakultät des St. Ephräm Seminars in Mossul, Irak und wirkte dort ebenso als Professor. Ein Jahr später (1946) wurde er zum Rektor des Seminars ernannt.

## Weihen
Ignatius Jakob III. empfing folgende Weihen:
- Weihe zum Psalmsänger (erste Stufe als Messdiener in der syrisch-orthodoxen Kirche)
- Weihe zum Lektor, 1924, durch Clemens Yuḥanun ´Abagi
- Weihe zum Subdiakon, 1929, durch Patriarch Ignatius Elias III.
- Weihe zum Mönch, 20. Juli 1933, durch Patriarch Ignatius Ephräm I. Barsum, Homs, Syrien
- Weihe zum Diakon, 1934, St.-Ignatius-Kloster, Kerala, Indien
- Weihe zum Priester 1934, durch Patriarch Ignatius Ephräm I. Barsum, St.-Ignatius-Kloster, Kerala, Indien
- Weihe zum Metropolit der Diözese Damaskus und Beirut, 17. Dezember 1950, durch Patriarch Ignatius Ephräm I. Barsum (mit Annahme des Namens Severius Jakob in Erinnerung an den Metropoliten Mor Severius Jakob, der ebenso aus Bartella stammte)
- Weihe zum Patriarch, 27. Oktober 1957 (am 14. Oktober 1957 erfolgte die Wahl dazu), St.-Marien-Kirche des Heiligen Gürtels, Homs, Syrien[2] (mit Annahme des Namens Ignatius, den alle Patriarchen der syrisch-orthodoxen Kirche seit 878 annehmen)

## Werke und Bücher
Moran Mor Ignatius Jakob III. verfasste, je nach Quelle der Informationen, rund 30 bzw. 40 Bücher in arabischer und aramäischer Sprache über verschiedene Themen. Dazu gehören beispielsweise Göttlichkeit, Kirchengeschichte, Gedichte, Predigten, sprachwissenschaftliche Werke (Arabisch und Aramäisch) oder auch Hagiographien (z. B.: St. Ephräm der Syrer, St. Philoxenus von Mabbug, St. Jakob von Sarug). Außerdem nahm er im Jahre 1960 den sogenannten „Beth Gazo“ auf Tonträger auf, damit seine Melodien nicht verloren gehen und es in Zukunft leichter erscheinen sollte, diese zu erlernen. Dieser beinhaltet mehr als 700 syrisch-orthodoxe Melodien, die Ignatius Jakob III. (fast alle) in der Tradition von Mardin auswendig gelernt hatte. Er war der Erste, der den „Beth Gazo“ in diesem Umfang aufnahm.

## Wirken
Vor seiner Zeit als Metropolit und Patriarch, wirkte er in den bereits genannten Klöstern und im Waisenhaus als Aramäisch- und Theologielehrer und -professor, lehrte also vielen Schülern und Novizen die syrisch-orthodoxe Liturgiesprache und Theologie und prägte das St.-Ephräm-Seminar in Mossul, Irak zusätzlich in seiner Funktion als Rektor. Zusätzlich war er ab 1947 noch im kirchlichen Familiengericht in Mossul, Irak tätig. Als einer der ersten Dinge, die er grundsätzlich in der syrisch-orthodoxen Kirche veränderte, gilt die Verlegung des Patriarchats von Homs, Syrien nach Damaskus, Syrien, da sich die Wichtigkeit der syrischen Hauptstadt für die Kirche als immer größer werdend herausstellte. Eines seiner großen Ziele war, das Schisma der Malankara Syrisch-Orthodoxen Kirche von 1911 in Indien zu beenden, was ihm 1958 auch gelang. Während seiner Zeit als Metropolit und Patriarch ließ er insgesamt acht Kirchen, Priesterseminare, Kirchenschulen und patriarchale Institutionen erbauen. Er setzte sich jedoch ebenso für eine starke Orthodoxie ein und führte während seiner Zeit als Metropolit rund 90 Familien, welche ihre Konfession schon vor langer Zeit wechselten und aus der syrisch-orthodoxen Kirche austraten, zurück. Er verschob das Katholikat/Maphrianat, was vorher für längere Zeit im Tur Abdin lag, zurück zur Malankara Syrisch-Orthodoxen Kirche nach Indien. 1964 hielt er eine universale Synode der syrisch-orthodoxen Kirche in Indien, welche es so zuvor lange nicht, vielleicht sogar noch gar nicht gab. Insgesamt ordinierte er als Patriarch zwei Katholikoi für die Malankara Syrisch-Orthodoxe Kirche, mit der er zuvor eine Union schloss und 18 Bischöfe. In Deutschland war Ignatius Jakob III. ein Mal. Im Jahre 1971 referierte er an der Universität Göttingen bei einem Kongress über die Geschichte der Syrisch-Orthodoxen Kirche. Ignatius Jakob III. war zudem Mitglied des Internationalen Rats der Arabischen Sprache, der Akademie für die arabische Sprache in Damaskus und der Wissenschaftlichen Akademie des Irak. Er war außerdem dafür verantwortlich, dass das St.-Ephräm-Seminar in Mossul, Irak im Jahre 1968 nach Atchane, Libanon verlegt wurde. Im Jahre 1979 versammelte er die Synode, um über die nationalistische assyrische Bewegung innerhalb des syrischen Volkes, welche er als Gefahr einstufte, zu diskutieren. Für sein großes Wirken und positiven Einfluss erhielt er zwei Ehrendoktorate.

## Ökumene
In der Ökumene erwies Ignatius Jakob III sich als sehr einsatzbereit und engagiert. Er traf auf viele Kirchenoberhäupter und führte 1960 seine Kirche in den Ökumenischen Rat der Kirchen. Einer seiner wichtigsten ökumenischen Taten war der erste seiner insgesamt zwei Aufenthalte in Rom, wo er sich vom 25. bis zum 27. Oktober 1971 mit Papst Paul VI. traf. Dieses Treffen war das erste seiner Art seit der Spaltung der Kirchen beim Konzil von Chalcedon (451). 1980 (nur wenige Wochen vor seinem Tod) traf Patriarch Ignatius Jakob III. sich mit Papst Johannes Paul II, mit dem er zusammen für die Union und den Zusammenhalt der Kirchen betete. Ignatius Jakob III. traf sich ebenso mit vielen orthodoxen Kirchenoberhäuptern, darunter im Jahre 1973 dem Ökumenischen Patriarch von Konstantinopel Demetrius I. Im Jahre 1979 traf er während seines Aufenthalts in England neben Königin Elisabeth II. noch auf den Erzbischof von Canterbury. Dieses Treffen war besonders bedeutsam, da der letzte Aufenthalt eines syrisch-orthodoxen Patriarchen in England (Ignatius Petrus IV. im Jahre 1875) rund 100 Jahre her war. Beim Besuch von Ignatius Petrus IV. im Jahre 1875 wurde die Beziehung der Syrisch-Orthodoxen Kirche zur Church of England erstmals hergestellt und unter anderem dadurch sehr gestärkt, dass er auf Bitten Königin Victorias vor dem Grab Prinz Alberts betete. Patriarch Ignatius Jakob III sorgte mit seinem Besuch in England dafür, dass jene gute Beziehung erhalten blieb und weiterhin gestärkt wurde.